# Tiétar
Tiétar é um município da Espanha na comarca de Campo Arañuelo, província de Cáceres, comunidade autónoma da Estremadura. Tem 23,9 km² de área e em 2021 tinha 878 habitantes (densidade: 36,7 hab./km²). Faz parte da Mancomunidade de Campo Arañuelo.
Até 2011 pertenceu ao município de Talayuela, embora a elevação a município só se tenha efetivado em 2013.